# Lac Starr (Lac-Saint-Jean-Est)
Pour les articles homonymes, voir Starr.
Le lac Starr est un plan d'eau douce de la zone de tête de la rivière Moncouche (via le lac Moncouche), dans le territoire non organisé de Belle-Rivière, dans la municipalité régionale de comté (MRC) de Lac-Saint-Jean-Est, dans la région administrative de la Saguenay–Lac-Saint-Jean, dans la province de Québec, au Canada. Le lac Starr est situé juste au nord de la limite nord-ouest de la réserve faunique des Laurentides. Sa localisation est presque à la limite des régions administratives du Saguenay–Lac-Saint-Jean et de la Capitale-Nationale.
De nombreuses routes forestières entourent la zone du lac Starr pour les besoins de la foresterie et des activités récréotouristiques.
La foresterie constitue la principale activité économique du secteur; les activités récréotouristiques, en second.
La surface du lac Starr est habituellement gelée du début de décembre à la fin mars, toutefois la circulation sécuritaire sur la glace se fait généralement de la mi-décembre à la mi-mars.

## Géographie
Les principaux bassins versants voisins du lac Starr sont:
- côté Nord: lac Huard, rivière Métabetchouane, rivière aux Canots;
- côté Est: ruisseau Contourné, rivière aux Canots;
- côté Sud: lac aux Écorces, lac Métascouac, ruisseau Contourné, rivière aux Montagnais;
- côté Ouest: rivière Métabetchouane, rivière de la Chaine.

Le lac Starr comporte est enclavée entre les montagnes. Il comporte une longueur de 3,0 km, une largeur de 1,0 km, une altitude de 491 m. Son embouchure est localisé au sud-est au fond d'une baie étroite longue de 0,8 km, soit à:
- 7,3 km au nord-est de l'embouchure du lac Moncouche;
- 11,3 km au nord-est de la confluence de la rivière Moncouche et de la rivière Métabetchouane;
- 11,9 km au nord-est du lac Métabetchouane;
- 19,1 km au nord-est de la gare Kiskissink du chemin de fer du Canadien National;
- 26,8 km au à l'est de la route 155, reliant La Tuque à Chambord;
- 47,1 km au sud-est de la confluence de la rivière Métabetchouane et du Lac Saint-Jean[2].

À partir de l'embouchure du lac Starr, le courant descend la rivière Moncouche sur 14,7 km généralement vers le sud, la rivière Métabetchouane généralement vers le nord sur 83,9 km vers le sud rive du lac Saint-Jean; puis le courant croise ce dernier sur 22,8 km vers le nord-est, puis suit le cours de la rivière Saguenay via La Petite Décharge sur 172,3 km jusqu'à Tadoussac où le courant fusionne avec l'estuaire du Saint-Laurent.

## Toponymie
Le toponyme lac Starr a été officialisé le 28 août 1973 par la Commission de toponymie du Québec.